# Взривно горене
Взривното горене е реакция, която се разпространява във взривното вещество със скорост по-малка от скоростта на звука в същия заряд (Vвзривно горене<1000 m\sec.). Докато за изгарянето на горивата е необходим кислород от околната среда, за взривните вещества той не е необходим и за това взривното горене се нарича самостоятелно горене.
Взривното горене започва под действието на иницииращ импулс, който нагрява веществото само в дадено място, изпарява го и го запалва. От горящите частици се отделя топлина, която загрява съседните частици, изпарява ги и ги запалва. По такъв начин взривната химична реакция се превръща във верижна и лавинообразно се разпространява в целия заряд. При взривното горене реакцията се разпространява благодарение на топлообмена между частичките на взривното вещество. Запалването на частичките чрез топлообмен отнема известно време, вследствие на което реакцията се забавя и се разпространява със сравнително малка скорост. Взривното горене е взривна химична реакция със сравнително ниска скорост.

## Скорост
Скоростта, с която се разпространява взривното горене в заряда от взривно вещество, се влияе от много фактори.
- От химичния състав зависи как ще започне и как ще протече взривното разлагане. Колкото повече енергия е необходима за изпаряването на частичките и за запалването на па̀рите, толкова по-трудно и с по-малка скорост взривното горене се разпространява в заряда. И обратно – колкото частичките на взривното вещество се запалват от по-малко топлина и изгарят по-бързо, толкова с по-голяма скорост протича взривното горене.
- От големината на частичките на взривното вещество зависи също времето за тяхното нагряване, изпаряване и запалване. Колкото са по-ситни частичките, толкова за по-кратко време се нагряват до температурата на възпламеняване, а оттук и взривното горене протича с по-голяма скорост.
- Празнините в зарядите позволяват на нагорещените газове от взрива да обхващат частичките от всички страни и за по-кратко време да ги запалват. Едрите частички и голямата плътност на заряда забавят разпространението на взривното горене.
- Установено е, че с увеличаването на налягането в зоната на взривната химична реакция скоростта на взривното горене също нараства. При реакцията взривното вещество е в газообразно състояние. От голямото налягане разстоянието между молекулите намалява и при разпадането им образувалите се йони си взаимодействат за по-кратко време. Налягането се влияе от отделянето на газообразните продукти и от тяхното отстраняване от зоната на взривното горене. Ако количеството на газовете, които се образуват, е по-голямо от количеството на газовете, които напускат зоната на реакцията, налягането се повишава. Върху налягането оказва влияние и количеството на топлината, която се отделя от реакцията. Ако притокът на топлина в зоната на реакцията е по-голям от топлината, която напуска тази зона, налягането също се повишава. Следователно върху налягането в зоната на реакцията влияят едновременно и отделящите се газообразни продукти, и освобождаваната топлинна енергия. Когато в зоната на взривната химична реакция налягането се повишава непрекъснато, тогава взривното горене се ускорява и се създават условия за преминаването му в детонация. Ако налягането се понижава, взривното горене може да премине в дефлаграция.